# Vlag van Huizum

Vlag van Huizum

De vlag van Huizum is de vlag van het voormalige Nederlandse dorp Huizum, in de Friese gemeente Leeuwarden. De vlag werd in 1994 geregistreerd. Het ontwerp van de vlag is van de hand van Rudolf J. Broersma.

## Beschrijving
De beschrijving van de vlag is als volgt:
Vier banen blauw-wit-blauw-wit met over de eerste twee banen aan de broekzijde een rode zespuntige ster met een doorsnede dit gelijk is aan 7/15 van de vlaghoogte.
De kleuren zijn afkomstig van het dorpswapen.

## Symboliek

Zespuntige ster: een zogenaamde leidster die duidt op een bestuurscentrum. In Huizum stond eertijds het gemeentehuis van de gemeente Leeuwarderadeel. De rode kleur van de ster is overgenomen uit het wapen van Oostergo.